# Kostel svatého Jakuba Staršího (Ježov)
Kostel svatého Jakuba Staršího je římskokatolický farní kostel v Ježově v okrese Hodonín, v kyjovském děkanátu a olomoucké arcidiecézi. Je chráněn jako kulturní památka České republiky.

## Historie

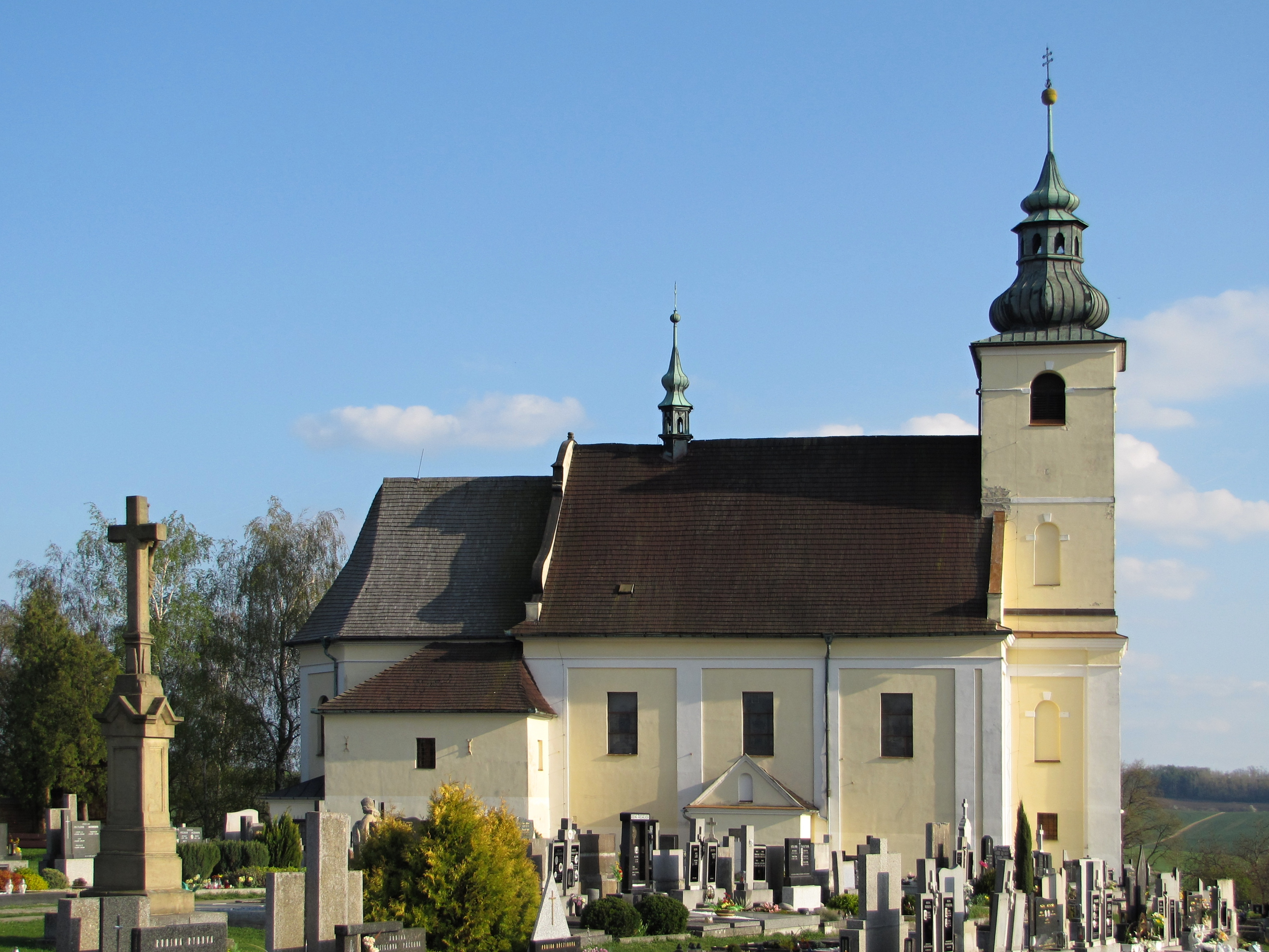
Severní strana kostela

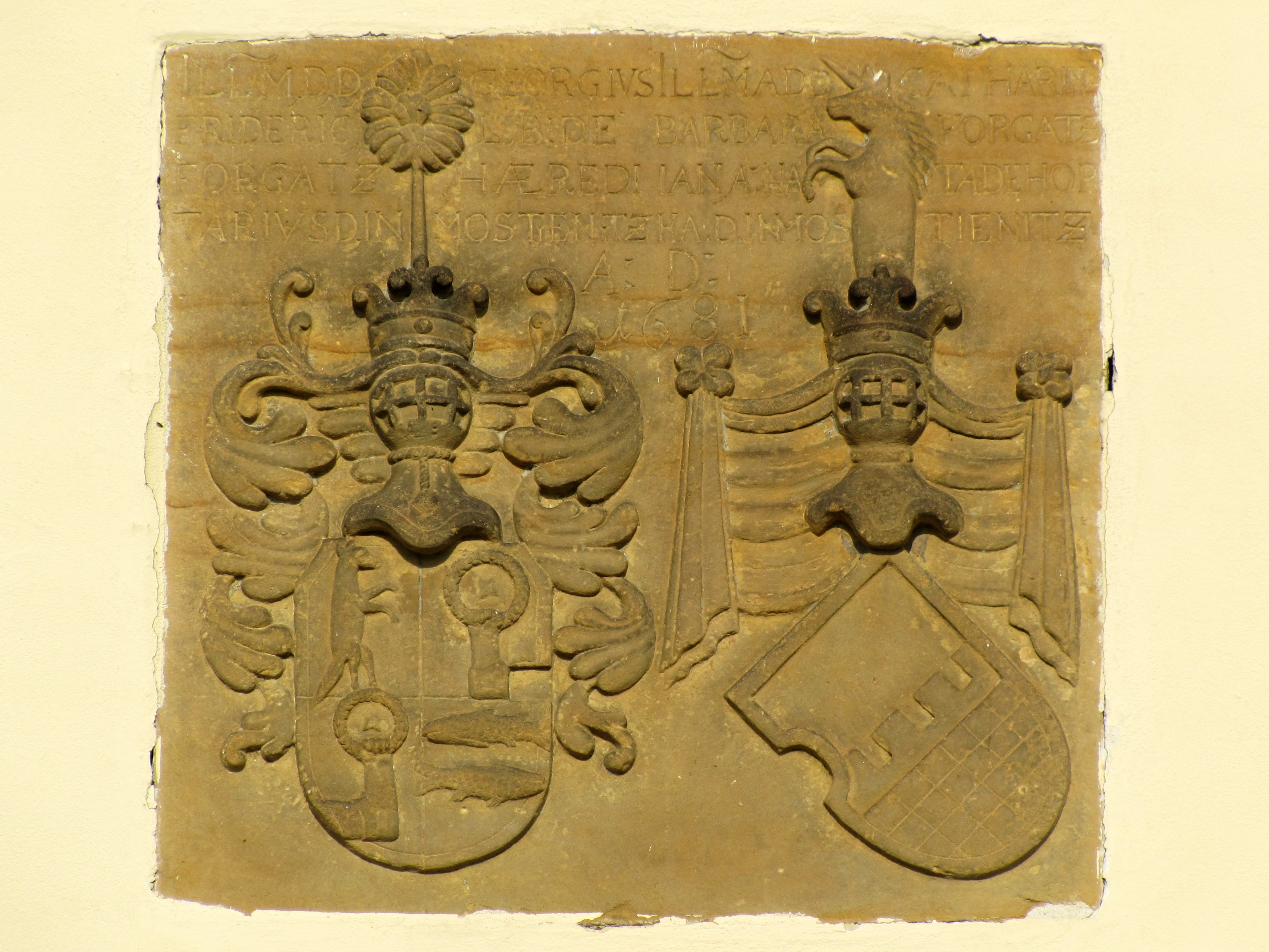
Pamětní deska Jana Bedřicha Forgáče a jeho manželky Kateřiny Barbory z roku 1681

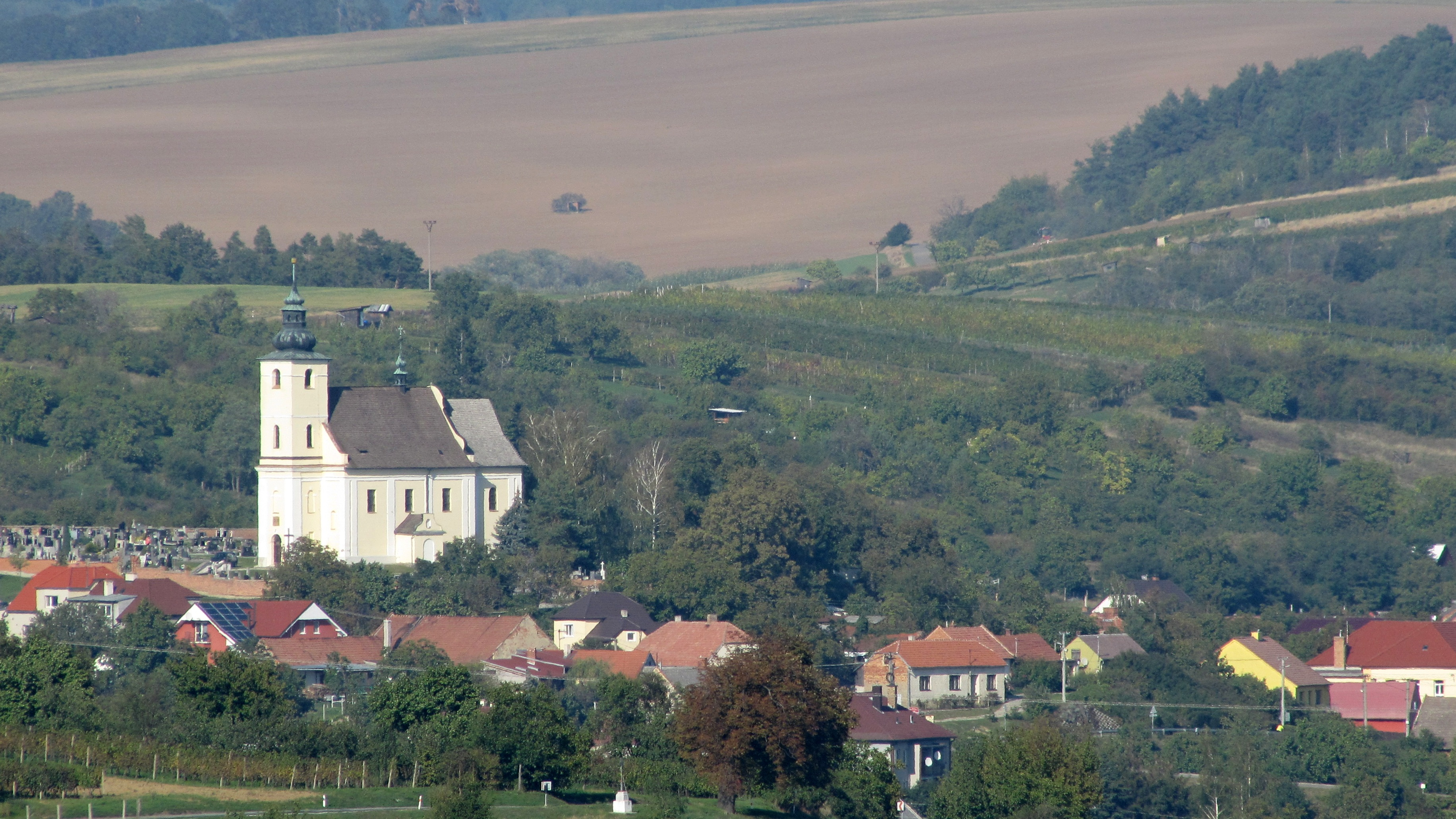
Pohled ze sousedních Žádovic

Kostel byl postaven pravděpodobně v letech 1677–1681 na kopci Křib vysokém okolo 250 m n. m. Rok ukončení výstavby se odvozuje podle pamětní desky se dvěma erby nad hlavním vstupem do kostela. Připomíná Jana Bedřicha Forgáče s manželkou Kateřinou Barborou a je datována právě rokem 1681. O ježovském faráři Gerhardovi je písemná zmínka v roce 1320 a kostel proto může mít starší jádro.

## Popis
Nad hlavními dveřmi je vitráž s Kristem a nápisem "Pojďte ke mně všichni a já vás občerstvím" (citát z Matoušova evangelia 11,28).
Od roku 1570 patřil Ježov do panství Dolní Moštěnice, z něhož zůstal zchátralý zámeček v katastru obce Hýsly. V ježovském kostele je pět náhrobků moštěnických pánů. Na první pískovcové desce je v rytířském brnění vyobrazen Mikuláš ze Zástřizl, který zemřel v roce 1552. Druhý náhrobek z roku 1590 patří Janu Morkovskému ze Zástřizl, jeho manželce Anně z Modřic a synům Jiříkovi, Pročkovi, Bernardovi a Václavovi. Ve zdi za oltářem má náhrobek Alina Skrbenská z Hříště, vnučka Jaroše Morkovského ze Zástřizl, která zemřela v roce 1616. Další dvě žulové desky patří Marii Cecílii, hraběnce z Lody († 1791) a jejímu synovi rytíři Rudolfu z Lövenfeldu († 7. října 1846). Pískovcové desky na kryptě uprostřed kostela byly zasazeny v podlaze, kde značně trpěly. Proto byly později přemístěny ke stěně kostela včetně těch žulových. Kostel je jedním z mála moravských míst, kde se dochovaly náhrobní kameny rodu pánů ze Zástřizl. Církev po třicetileté válce náhrobky protestantské šlechty v kostelech často likvidovala. Krypta byla údajně otevřena v roce 1906.
Varhany vyrobil Matěj Strmiska z Uherského Hradiště v roce 1874. V letech 1989–1990 byly restaurovány. V kostelní věži bývaly tři zvony: Jakub, Maria (z roku 1743) a Anna. V roce 1916 byly rekvírovány a roztaveny. V roce 1924 byly pořízeny tři nové zvony se stejným zasvěcením a ty byly roku 1942 opět odevzdány na válečné účely. Současný zvon Maria byl pořízen v roce 1940. V sanktusníku je menší zvon s reliéfy sv. Vojtěcha a sv. Jana Nepomuckého z roku 1780.

## Okolí
Kostel je obklopen hřbitovem a hřbitovní zdí. Hlavní přístup vede po schodech od silnice ze západní strany. Po stranách schodů je po levé straně socha svaté Anny s Pannou Marií, kterou v roce 1917 věnovali manželé Štěpán a Karolina Hlaváčovi z domu č. 42 v sousední Skalce na upomínku syna Cyrila. V první světové válce při tažení na srbské frontě onemocněl v Albánii malárií a 24. srpna 1917 zemřel ve znojemské nemocnici na zápal plic. Po pravé straně je socha sv. Josefa s Ježíšem, kterou nechal zhotovit Josef Šupal a jeho rodina v roce 1907.

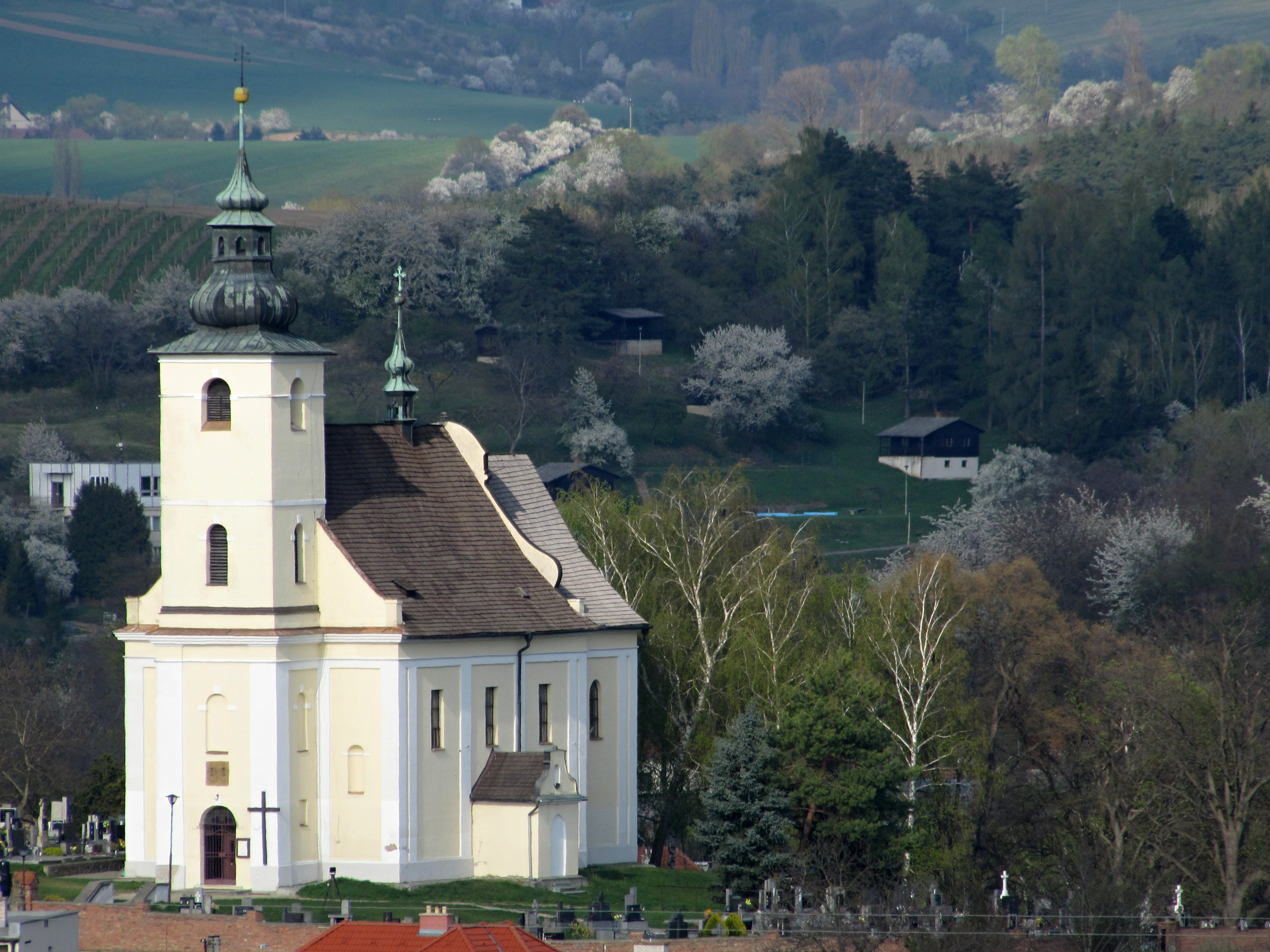
Pohled od jihovýchodu
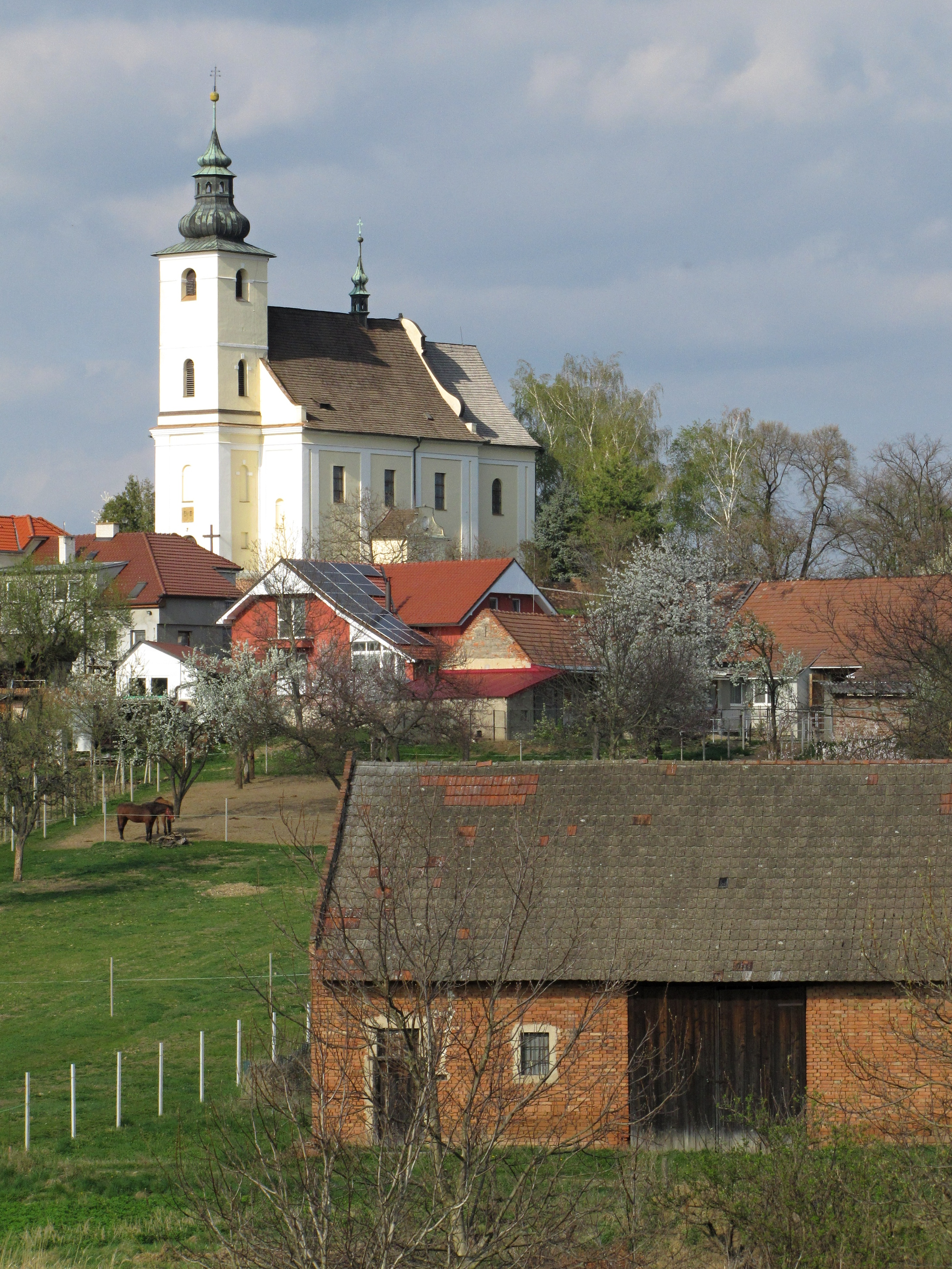
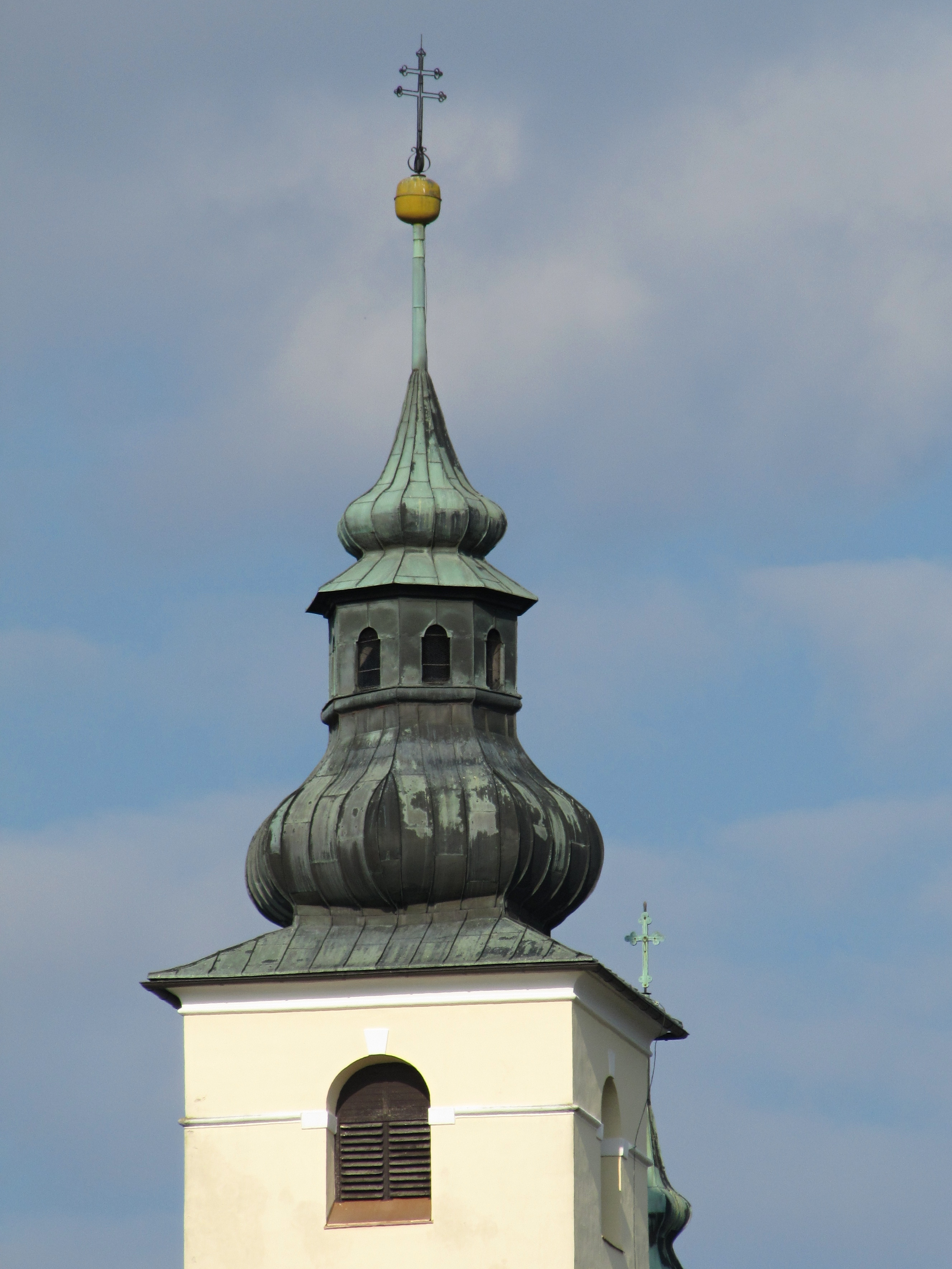
Věž
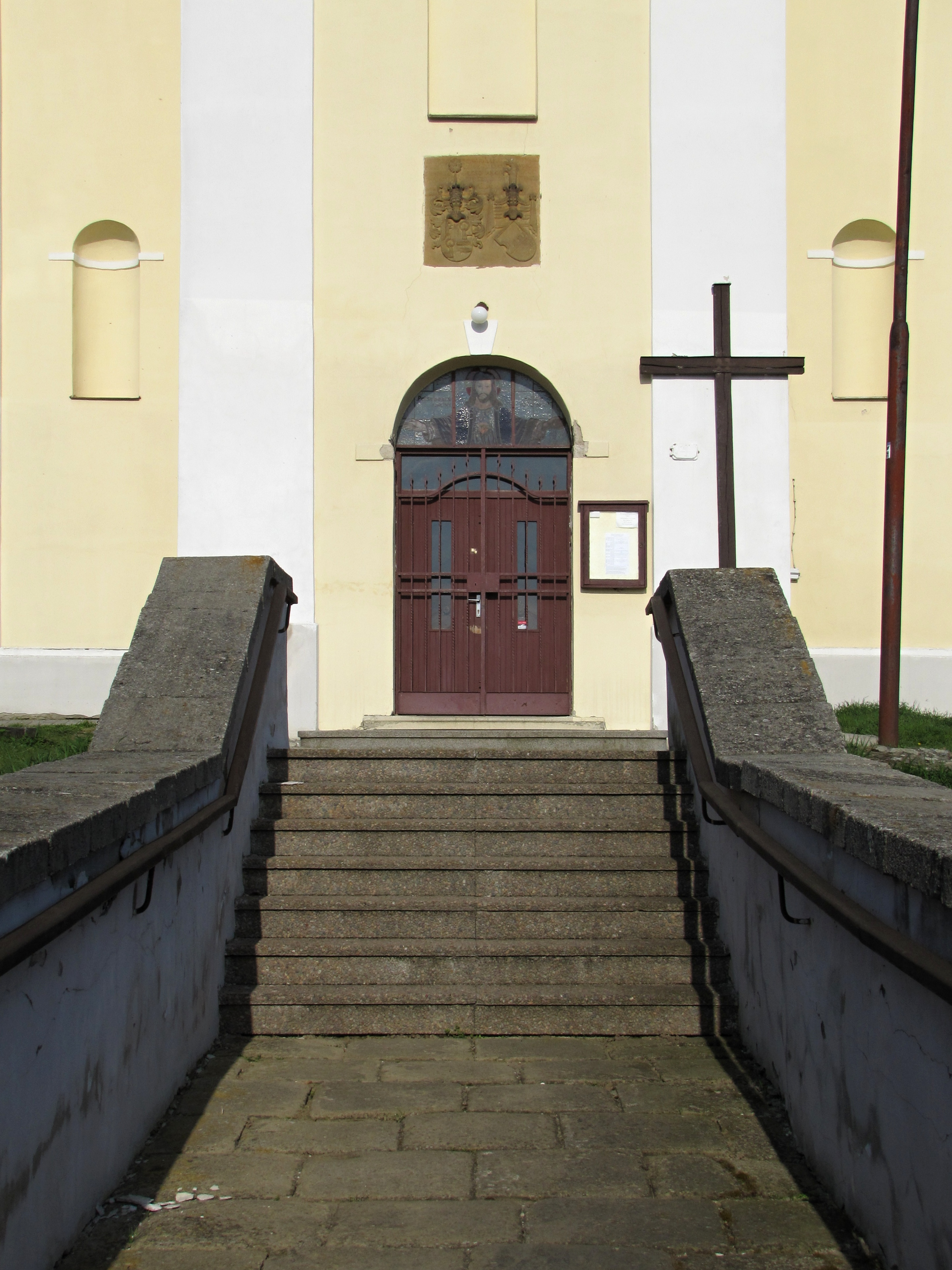
Vstup ke kostelu
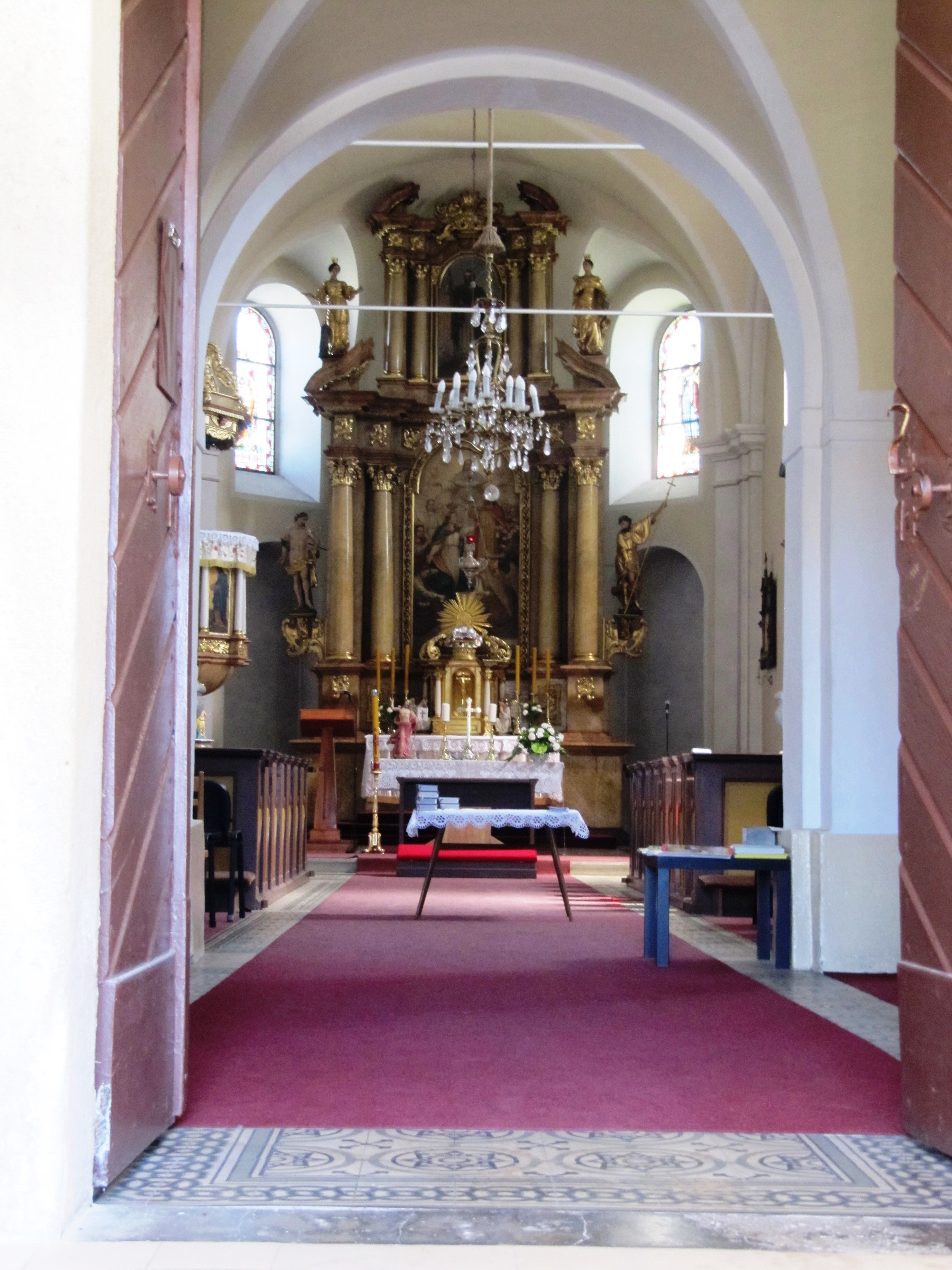
Interiér
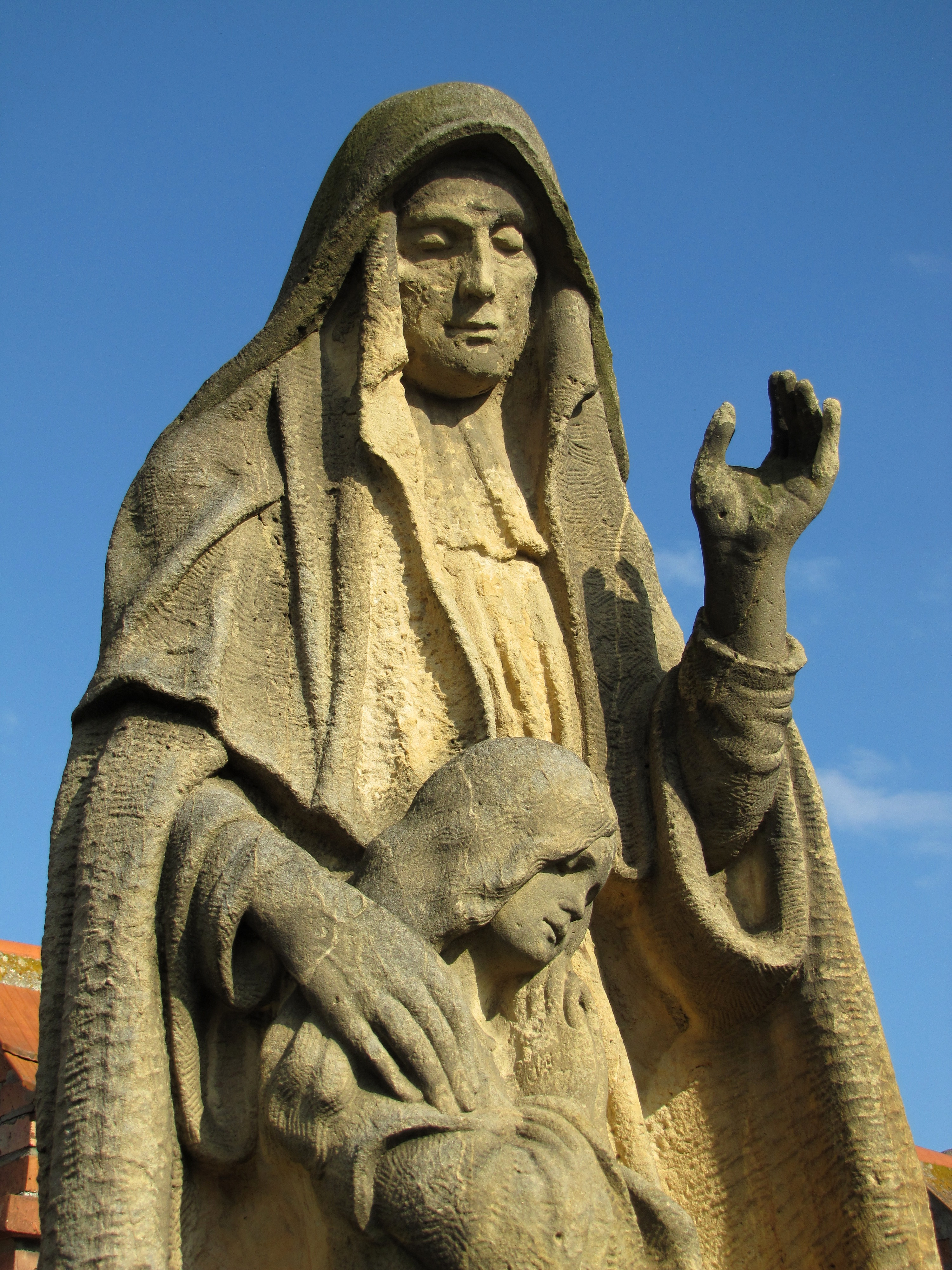
Socha sv. Anny
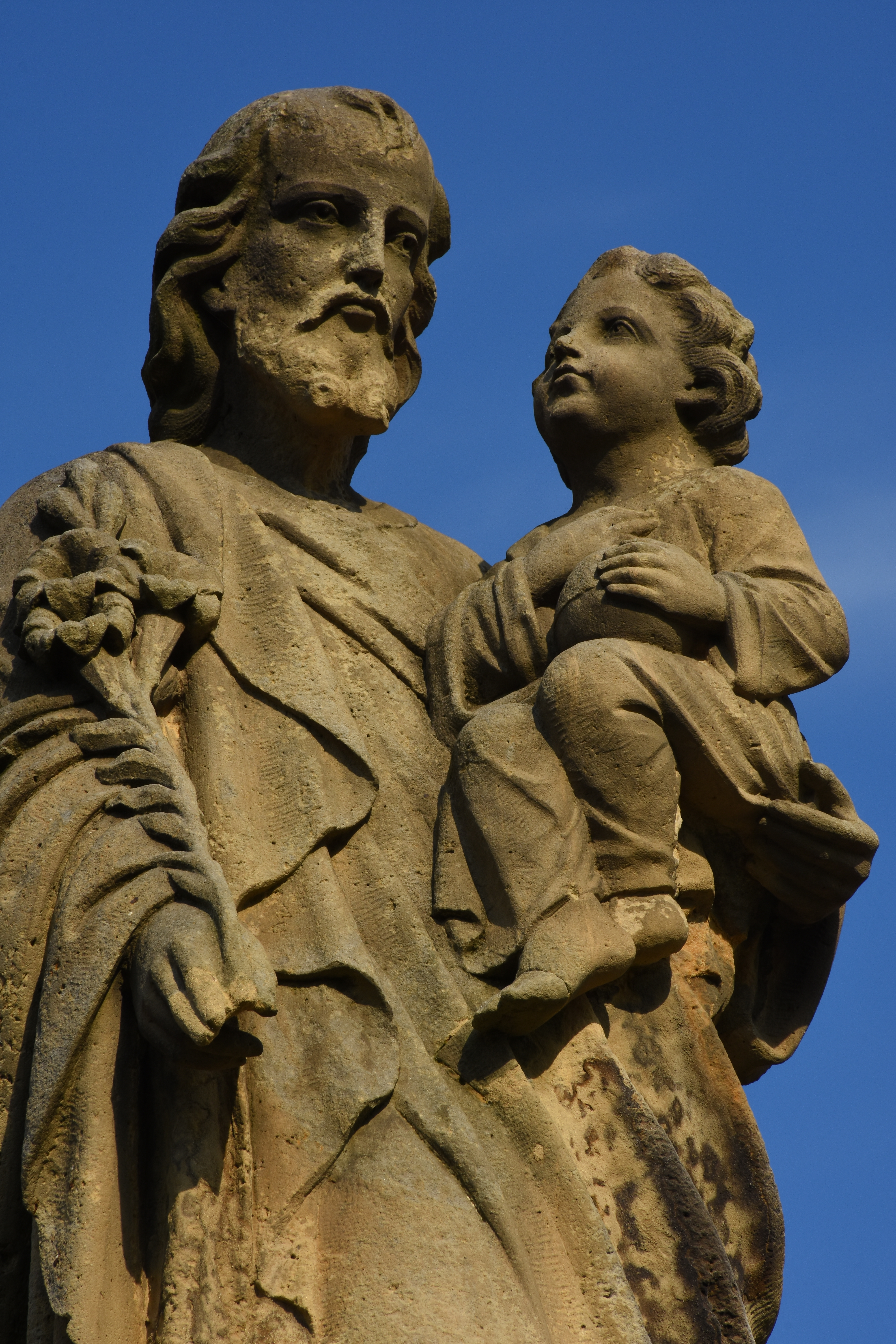
Socha sv. Josefa